# Gnetum globosum
Gnetum globosum — вид голонасінних рослин класу гнетоподібних.

## Поширення, екологія
Країни проживання: Малайзія (Півострів Малайзія). Типовий зразок був знайдений на алювіальних ґрунтах недалеко річки на 120 м над рівнем моря.

## Загрози та охорона
Основні загрози для виду його обмежене поширення і майже напевно втрата середовища існування. Тільки приблизно п'ята частина початкового лісового покриву низовини на малакському півострові залишилося, а решта розкидана шматками. Один з небагатьох доступних колекційних зразків G. globosum вказує на те, що вид може бути знайдений у Національний парку Таман Негара з площею 4343 км2.